# Vozera Vaslepna
Vozera Vaslepna (vitryska: Возера Васлепна) är en sjö i Belarus.   Den ligger i voblasten Vitsebsks voblast, i den nordöstra delen av landet, 250 km nordost om huvudstaden Minsk. Vozera Vaslepna ligger 152 meter över havet. Arean är 1,2 kvadratkilometer. Den sträcker sig 1,9 kilometer i nord-sydlig riktning, och 2,1 kilometer i öst-västlig riktning.
I omgivningarna runt Vozera Vaslepna växer i huvudsak blandskog. Runt Vozera Vaslepna är det ganska tätbefolkat, med 65 invånare per kvadratkilometer.